# فرناندو دي توليدو
فرناندو دي توليدو (بالإسبانية: Fernando de Toledo)‏ هو عسكري إسباني، ولد في 1528 في لا ألديويلا في إسبانيا، وتوفي في 1591 في مدريد في إسبانيا.